# François Lespingola
François Lespingola (Joinville, 1644 – Parigi, 16 luglio 1705) è stato uno scultore francese che realizzò principalmente statue e vasi nei giardini di Versailles.

## Biografia

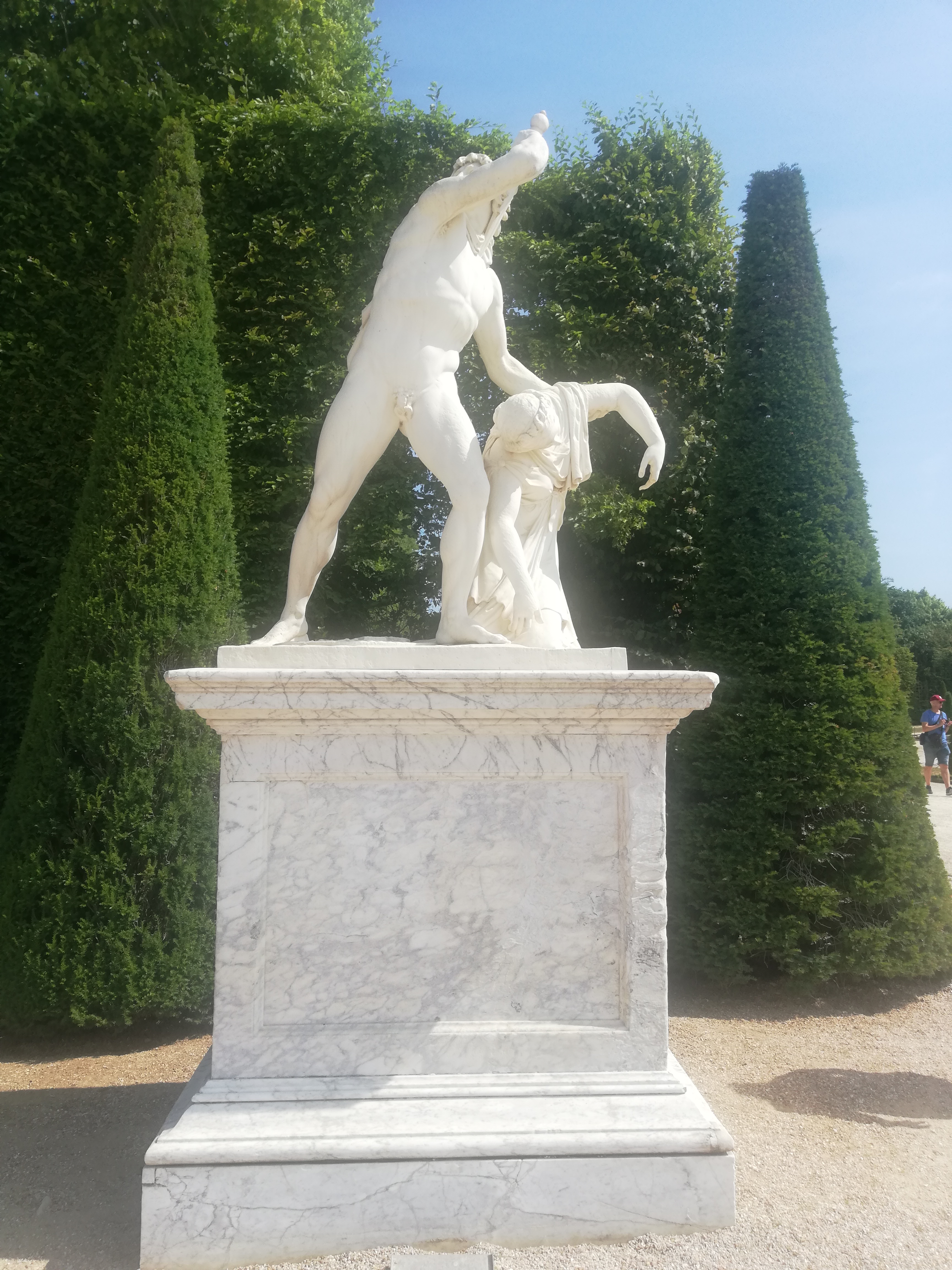
Il Galata suicida, o Arria e Peto, Giardini di Versailles

Nato a Joinville nel 1644, nel 1665 Lespingola ricevette il Prix de Rome in scultura e nei successivi dieci anni fu allievo presso l'Accademia di Francia a Roma. Nel 1675 divenne anche membro dell'Accademia di San Luca. Una volta tornato in Francia, venne ammesso all'Académie royale de peinture et de sculpture nel 1676.
Negli anni successivi lavorò principalmente nella Reggia di Versailles, per la quale realizzò nel 1684 una copia del Galata suicida, poi conosciuta come Arria e Peto, situata all'entrata del Tapis Vert assieme ad un Laocoonte.
Lespingola collaborò inoltre con Jacques Buirette (1631-1699) per una serie di opere decorative, tra cui alcuni trofei come il gruppo scultoreo dei Tre fanciulli che giocano con un cigno (1685-1687). Morì a Parigi a sessant'anni.

## Opere
- Unione delle Accademie di Roma e Francia, rivilievo, opera con cui venne ammesso all'Académie (oggi scomparsa)
- Berenice (1673), da una copia della Giunone Cesi, Giardini di Versailles
- Tre fanciulli che giocano con un cigno (1685-1687), gruppo scultoreo realizzato con Jacques Buirette
- Tre fanciulli che giocano, simile alla precedente, bronzo
- Galata suicida, poi Arria e Peto (1684-1688), copia realizzata a Roma